# Трейки, Али
Али Абдель Салам ат-Трейки (араб. علي عبد السلام التريكي‎; 10 октября 1937, Мисрата, Итальянская Ливия — 19 октября 2015, Каир, Египет) — ливийский дипломат и государственный деятель, министр иностранных дел Ливии (1976—1982, 1984—1986). С 2009 по 2010 год был председателем 64-й сессии Генеральной Ассамблеи ООН.

## Биография
Окончил Университет Гар-Юнис в Бенгази со степенью бакалавра истории, затем получил степень доктора в области истории международных отношений в Тулузском университете, Франция.
После провозглашения Ливийской Арабской Республики назначен директором политического департамента МИД (1970—1973), департамента стран Европы и Америки (1973), затем департамента стран Азии и Африки. С 1974 года фактически исполнял функции заместителя министра иностранных дел по политическим вопросам.
В октябре 1976 года был назначен государственным министром по иностранным делам Ливии, затем — с 1977 по 1982 год и с 1984 по 1986 год был секретарём (министром) по иностранным делам. С 1982 по 1984 год — постоянный представитель Ливии при ООН, одновременно председатель Четвёртого комитета Генеральной Ассамблеи ООН (по вопросам деколонизации), в 1982 году он являлся заместителем председателя Генеральной Ассамблеи на её 37-й сессии. с 1986 по 1990 года — вновь постоянный представитель Ливии при ООН. С 1991 по 1994 год являлся Постоянным представителем при Лиге арабских государств в Каире (Египет).
3 февраля 1995 года стал послом Ливии во Франции, затем был секретарём по делам Африки с мая 1999 по июнь 2003 года. 18 сентября 2003 года в третий раз был назначен постоянным представителем Ливии при ООН. В середине 2004 года был назначен специальным советника ливийского лидера Муаммара Каддафи. Кандидатура Трейки была предложена Ливией на должность председателя Комиссии Африканского союза на саммите в Аддис-Абебе в начале 2008 года, но она была отвергнута, поскольку была представлена с опозданием. С 2004 года он занимает должность секретаря (министра) Ливии по делам Африканского союза.
В марте 2009 года был выдвинут на пост очередного председателя Генеральной Ассамблеи ООН. Вступил в должность 15 сентября 2009 года. В конце марта 2011 года во время Гражданской войны в Ливии, подал в отставку и переехал в Египет.
Возглавлял ливийскую делегацию на конференциях арабских государств на высшем уровне и с 1976 по 1977 год являлся Председателем Совета министров Лиги арабских государств. Сыграл значительную роль в создании Африканского союза и принимал непосредственное участие в урегулировании ряда конфликтов в Африке, в частности в Судане, Чаде, Эфиопии/Эритрее и Джибути/Эритрее, а также в других частях мира, например в Боснии и Герцеговине, на Кипре и Филиппинах.
Ряд университетов в Соединенных Штатах, Европе, Африке и Азии присвоили ему почетные степени доктора наук.
Был женат, воспитал четверых детей.